# Piotr Kozakiewicz (dyplomata)
Piotr Adam Kozakiewicz – polski dyplomata, konsul generalny w Brześciu (2016–2023); dyrektor Instytutów Polskich w Kijowie (1998–2005) oraz w Mińsku (2006–2013).

## Życiorys
Ukończył studia w Instytucie Geografii Uniwersytetu Jagiellońskiego oraz studia podyplomowe w zakresie bankowości na Akademii Ekonomicznej w Krakowie.
Po studiach kierował własnymi przedsiębiorstwami oraz pracował w sektorze rynku kapitałowego. Obok pracy zawodowej realizował swoje zainteresowania problematyką wschodnią, współtworząc w 1996 Instytut Polsko-Ukraiński, którego został prezesem. W 1998 został zatrudniony w Ministerstwie Spraw Zagranicznych i skierowany na Ukrainę z misją założenia Instytutu Polskiego w Kijowie. Placówką tą kierował do 2005. Rok później objął stanowisko dyrektora Instytutu Polskiego w Mińsku, które pełnił do 2013. Kierował w tym czasie realizacją ponad 1600 projektów międzynarodowych z zakresu dyplomacji publicznej, kulturalnej i naukowej. W październiku 2015 wszedł w skład Sekcji Spraw Międzynarodowych i Bezpieczeństwa w ramach Narodowej Rady Rozwoju. Od listopada 2016 do stycznia 2023 konsul generalny RP w Brześciu.
Brat Jerzego Kozakiewicza, ambasadora RP na Ukrainie (1993–1996).
Za działalność w służbie zagranicznej w 2012 został odznaczony Złotym Krzyżem Zasługi.